# Pla transvers

Plans anatòmics en un home

Un pla transvers és qualsevol pla horitzontal que estableix angles rectes amb l'eix longitudinal d'una estructura.
Defineixen les zones proximal (més propera a l'origen de l'estructura) i distal (més llunyana al citat origen).
Es parla de tall o secció transversa a cadascuna de les parts que divideix un pla transvers.